# Benjamin Sagalowitz
Benjamin Sagalowitz, né le 3 juin 1901 à Vitebsk et mort le 4 juin 1970 à Zurich, est un juriste et un journaliste du journal Jüdische Nachrichten de Zurich.

## Biographie
Sagalowitz est un journaliste employé au journal Jüdischen Nachrichten de Zurich entre 1938 et 1964, et le porte-parole du Schweizerischer Israelitischer Gemeindebund.
Le 30 juillet 1942, Eduard Schulte transmet à un associé à Zurich, Isidor Koppelmann, les informations qu'il a apprises sur la Solution finale nazie d'extermination des juifs d'Europe, et lui demande de le faire savoir aux organisations juives et aux gouvernements alliés, afin qu'ils fassent cesser le massacre. Koppelmann contacte alors Benjamin Sagalowitz, en tant que membre d'un organe de presse des communautés juives suisses, afin qu'il transmette cette information capitale.
Au début du mois d'août 1942, au cours d'une longue promenade, Sagalowitz en informe Gerhart Riegner, le représentant en Suisse du congrès juif mondial, basé à Genève, qui va envoyer le télégramme du même nom.
De 1948 à 1949, Sagalowitz couvre le procès de Nuremberg de 1948 à 1949 et collabore au Neue Zürcher Zeitung. En 1961 et 1962 il couvre le procès d'Adolf Eichmann.